# Cerdanya
Cerdanya er et landskab i de østlige Pyrenæer, som ligger på begge sider af grænsen mellem Spanien og Frankrig. Landskabet er et gammelt catalansk comarca og Cerdanya er det catalanske navn. På fransk hedder det Cerdagne og på spansk Cerdaña.
Den franske del kaldes Haute Cerdagne (fransk) og den spanske del Baixa Cerdanya (catalansk).
Cerdanyas samlede areal er 1.086 km², hvoraf den spanske del udgør (50,4%) og befolkningstallet var i 2001 26.500 (53% i den spanske del). Befolkningstætheden er omkring 24 indbyggere/km², hvilket hører til de laveste i Vesteuropa. De vigtigste byer er Puigcerdà, Bellver de Cerdanya og Llívia i Spanien og Font-Romeu-Odeillo-Via og Osséja i Frankrig. 
Cerdanya grænser op til comarcaerne Rippolès, Berguedà og Alt Urgell i Spanien, Andorra og i Frankrig departementet Ariège og landskaberne Capcir og Conflent i Pyrénées-Orientales.
Cerdanya er en højslette i den sydlige del af Pyrenæerne. Segre, der er en af Ebros store bifloder, udspringer i Haute Cerdagne.
Historisk er Cerdanya et catalansk grevskab, men efter Pyrenæerfreden i 1659 blev det delt mellem Frankrig og Spanien.

## Galleri
- Mont-Louis
- Odeillo-solovnen
- Urús
- Bellver de Cerdanya

42°26′48″N 1°57′10″Ø / 42.446666666667°N 1.9527777777778°Ø